# Anisodactylus anthracinus
Anisodactylus anthracinus är en skalbaggsart som beskrevs av Pierre François Marie Auguste Dejean. Anisodactylus anthracinus ingår i släktet Anisodactylus och familjen jordlöpare. Inga underarter finns listade i Catalogue of Life.